# Liste der Institute der Akademie der Wissenschaften der DDR
Dies ist eine historisch geordnete Auflistung der Institute der Akademie der Wissenschaften der DDR.

## Institute und Einrichtungen, die 1946 der Akademie angegliedert wurden
- Astronomisches Observatorium Potsdam
- Astronomisches Recheninstitut
- Geodätisches Institut
- Institut für Erdbebenforschung
- Astronomisches Observatorium Sonneberg

## Institute, Einrichtungen, Kommissionen und Unternehmungen 1949
- Astrophysikalisches Observatorium
- Sternwarte Babelsberg
- Sternwarte Sonneberg
- Astronomisches Recheninstitut
- Forschungsinstitut für Mathematik
- Geodätisches Institut
- Zentralinstitut für Erdbebenforschung
- Geotektonisches Institut
- Heinrich-Hertz-Institut für Schwingungsforschung
- Laboratorium für Gasentladungsphysik
- Institut für Festkörperforschung
- Laboratorium für Festkörperforschung
- Optisches Laboratorium
- Institut für Physikalische Hydrographie
- Laboratorium für Organische Chemie
- Institut für Medizin und Biologie
- Institut für Kulturpflanzenforschung
- Institut zur Steigerung der Pflanzenerträge
- Institut für Bauwesen
- Institut für Faserstoff-Forschung
- Institut für Technologie der Fasern
- Deutsche Kommission
- Kommission für Griechisch-Römische Altertumskunde
- Corpus Vasorum Antiquorum
- Corpus Medicorum Graecorum
- Thesaurus Linguae Latinae
- Mittellateinisches Wörterbuch
- Sprachwissenschaftliche Kommission
- Institut für Hellenistisch-Römische Philologie
- Institut für Orientforschung
- Institut für Slavistik
- Institut für Romanische Sprachwissenschaft
- Leibniz-Kommission
- Akademie-Atlas
- Historische Kommission
- Monumenta Germaniae Historica
- Ausgabe der Werke Kants
- Wörterbuch der Deutschen Rechtssprache
- Kommission für Spätantike Religionsgeschichte
- Kommission für Vor- und Frühgeschichte
- Institut für Volkskunde
- Institut für Rechtsphilosophie

## Institute und Einrichtungen 1967
- Institut für Sternphysik (Astrophysikalisches Observatorium, Sternwarte Sonneberg)
- Sternwarte Babelsberg – Institut für relativistische und extragalaktische Forschung
- Karl-Schwarzschild-Observatorium
- Institut für reine Mathematik
- Zentralinstitut für Mathematik und Mechanik (ZIMM)
- Heinrich-Hertz-Institut für solar-terrestrische Physik
- Institut für Optik und Spektroskopie
- Physikalisch-Technisches Institut
- II. Physikalisch-Technisches Institut
- III. Physikalisch-Technisches Institut
- Institut für Magnetohydrodynamik
- Institut für Gasentladungsphysik
- Institut für Kristallphysik
- Institut für spezielle Probleme der theoretischen Physik
- Forschungsstelle für Physik hoher Energien
- Akademie-Werkstätten für Forschungsbedarf
- Institut für Geodynamik
- Geodätisches Institut Potsdam
- Institut für physikalische Hydrographie
- Geomagnetisches Institut
- Institut für Meereskunde
- Institut für Biophysik
- Arbeitsstelle für statistische Physik
- Zentralinstitut für Kernforschung
- Institut für magnetische Werkstoffe
- Institut für Metallphysik und Reinstmetalle
- Institut für Technologie der Fasern
- Institut für Regelungs- und Steuerungstechnik
- Institut für Tieftemperaturphysik
- Institut für metallische Spezialwerkstoffe
- Forschungsinstitut für Aufbereitung
- Forschungsstelle für Messtechnik und Automatisierung
- Arbeitsstelle für Elektronenmikroskopie
- Institut für angewandte Radioaktivität
- Institut für Silikatforschung
- Institut für anorganische Chemie
- Institut für anorganische Katalyseforschung
- Institut für organische Chemie
- Institut für organische Katalyseforschung
- Institut für organische Hochpolymere
- Institut für Faserstoff-Forschung
- Institut für Fettchemie
- Institut für physikalische Chemie
- Institut für stabile Isotope
- Institut für Strukturforschung
- Institut für Verfahrenstechnik der organischen Chemie
- Geotektonisches Institut
- Forschungsstelle für Komplexchemie
- Arbeitsstelle für Paläobotanik
- Institut für Krebsforschung
- Institut für Zellphysiologie
- Institut für Biochemie
- Institut für Biochemie der Pflanzen
- Institut für kortiko-viszerale Pathologie und Therapie
- Institut für Kulturpflanzenforschung
- Institut für Mikrobiologie und experimentelle Therapie
- Institut für Pharmakologie
- Institut für angewandte Isotopenforschung
- Institut für Ernährung
- Institut für vergleichende Pathologie
- Institut für Kreislaufforschung
- Arbeitsstelle für Infektionskrankheiten im Kindesalter
- Forschungsstelle für Limnologie
- Zoologische Forschungsstelle im Berliner Tierpark
- Institut für deutsche Sprache und Literatur
- Institut für griechisch-römische Altertumskunde
- Institut für Orientforschung
- Institut für Slawistik
- Institut für romanische Sprachen und Kultur
- Institut für deutsche Volkskunde
- Arbeitsstelle der Sprachwissenschaftlichen Kommission
- Arbeitsstelle für Kunstgeschichte
- Institut für Philosophie
- Institut für Ur- und Frühgeschichte
- Institut für Geschichte
- Institut für Wirtschaftsgeschichte
- Kommission der Historiker der DDR und der UdSSR
- Arbeitsstelle für Rechtswissenschaft
- Arbeitsstelle für Völkerrecht
- Institut für Wirtschaftswissenschaften
- Arbeitsstelle der Kommission für deutsche Erziehungs- und Schulgeschichte
- Arbeitsstelle der Kommission für Heimatforschung
- Institut für sorbische Volksforschung
- Arbeitsstelle strukturelle Grammatik
- Arbeitsstelle mathematische Linguistik und automatische Übersetzung
- Arbeitsstelle für Anglistik

## Institute, Einrichtungen, Forschungsstellen und zugeordnete Gesellschaften 1975
- Zentralinstitut für anorganische Chemie
- Zentralinstitut für organische Chemie
- Zentralinstitut für physikalische Chemie
- Institut für Polymerenchemie
- Institut für technische Chemie
- Institut für Technologie der Fasern
- Forschungsinstitut für Aufbereitung
- Forschungsstelle für chemische Toxikologie
- Zentralinstitut für Astrophysik
- Zentralinstitut für Physik der Erde
- Zentralinstitut für solar-terrestrische Physik
- Geographisches Institut
- Institut für Elektronik
- Institut für Meereskunde
- Forschungsstelle Umweltgestaltung
- Zentralinstitut für Alte Geschichte und Archäologie
- Zentralinstitut für Geschichte
- Institut für sorbische Volksforschung
- Zentralinstitut für Literaturgeschichte
- Zentralinstitut für Philosophie
- Zentralinstitut für Sprachwissenschaft
- Zentralinstitut für Wirtschaftswissenschaften
- Institut für Theorie des Staates und des Rechts
- Institut für Wirtschaftsgeschichte
- Institut für Wissenschaftstheorie und -organisation
- Zentralinstitut für Kybernetik und Informationsprozesse
- Zentralinstitut für Mathematik und Mechanik
- Zentrum für Rechentechnik
- Zentralinstitut für Ernährung
- Zentralinstitut für Genetik und Kulturpflanzenforschung
- Zentralinstitut für Herz- und Kreislauf-Regulationsforschung
- Zentralinstitut für Krebsforschung
- Zentralinstitut für Mikrobiologie und experimentelle Therapie
- Zentralinstitut für Molekularbiologie
- Institut für Biochemie der Pflanzen
- Forschungsstelle für Wirbeltierforschung
- Zentralinstitut für Elektronenphysik
- Zentralinstitut für Festkörperphysik und Werkstoffforschung
- Zentralinstitut für Isotopen- und Strahlenforschung
- Zentralinstitut für Kernforschung
- Zentralinstitut für Optik und Spektroskopie
- Zentrum für wissenschaftlichen Gerätebau
- Institut für Festkörperphysik und Elektronenmikroskopie
- Institut für Hochenergiephysik
- Institut für Physik der Werkstoffbearbeitung
- Wissenschaftliches Informationszentrum
- Forschungsstelle für Akademiegeschichte
- Alexander-von-Humboldt-Forschungsstelle
- Arbeitsstelle „Marx-Engels-Forschung“
- Forschungsgruppe „Die Frau in der sozialistischen Gesellschaft“
- Astronautische Gesellschaft der DDR
- Biologische Gesellschaft der DDR
- Gesellschaft für physikalische und mathematische Biologie der DDR
- Chemische Gesellschaft der DDR
- Geographische Gesellschaft der DDR
- Gesellschaft für Geologische Wissenschaften der DDR
- Historiker Gesellschaft der DDR
- Mathematische Gesellschaft der DDR
- Meteorologische Gesellschaft der DDR
- Parasitologische Gesellschaft der DDR
- Physikalische Gesellschaft der DDR
- Gesellschaft für Psychologie der DDR

## Institute und Einrichtungen 1985
- Institut für Mathematik
- Zentralinstitut für Kybernetik und Informationsprozesse
- Institut für Informatik und Rechentechnik
- Institut für Mechanik
- Zentralinstitut für Optik und Spektroskopie
- Zentralinstitut für Elektronenphysik
- Institut für Hochenergiephysik
- Zentrum für wissenschaftlichen Gerätebau
- Zentralinstitut für Isotopen- und Strahlenforschung
- Zentralinstitut für Kernforschung
- Zentralinstitut für Festkörperphysik und Werkstoffprüfung
- Institut für Halbleiterphysik
- Institut für Festkörperphysik und Elektronenmikroskopie
- Physikalisch-Technisches Institut
- Heinrich-Hertz-Institut für Atmosphärenforschung und Geomagnetismus
- Zentralinstitut für Astrophysik
- Zentralinstitut für Physik der Erde
- Institut für Meereskunde
- Institut für Geographie und Geoökologie
- Institut für Kosmosforschung
- Einstein-Laboratorium
- Verwaltungs- und Dienstleistungseinrichtung Potsdam
- Zentralinstitut für physikalische Chemie
- Zentralinstitut für organische Chemie
- Zentralinstitut für anorganische Chemie
- Institut für technische Chemie
- Institut für Polymerenchemie
- Institut für Technologie der Polymere
- Forschungsstelle für chemische Toxikologie
- Forschungsinstitut für Aufbereitung
- Institut für chemische Technologie
- Forschungsstelle für informationelle Photochemie und Photophysik
- Zentralinstitut für Molekularbiologie
- Zentralinstitut für Krebsforschung
- Zentralinstitut für Herz-Kreislaufforschung
- Zentralinstitut für Mikrobiologie und experimentelle Therapie
- Zentralinstitut für Genetik und Kulturpflanzenforschung
- Zentralinstitut für Ernährung
- Institut für Biochemie der Pflanzen
- Forschungsstelle für Wirbeltierforschung
- Institut für Wirkstofforschung
- Institut für Neurobiologie und Hirnforschung
- Verwaltungs- und Dienstleistungseinrichtung Buch
- Wissenschaftliches Informationszentrum
- Zentralinstitut für Geschichte
- Zentralinstitut für Alte Geschichte und Archäologie
- Zentralinstitut für Philosophie
- Zentralinstitut für Literaturgeschichte
- Zentralinstitut für Sprachwissenschaft
- Zentralinstitut für Wirtschaftswissenschaften
- Institut für Wirtschaftsgeschichte
- Institut für Theorie, Geschichte und Organisation der Wissenschaft
- Institut für Theorie des Staates und des Rechtes
- Institut für Soziologie und Sozialpolitik
- Institut für Ästhetik und Kunstwissenschaften
- Institut für sorbische Volksforschung

## Institute, Einrichtungen und Akademienvorhaben 1990/1991
- Karl-Weierstraß-Institut für Mathematik
- Zentralinstitut für Kybernetik und Informationsprozesse
- Institut für Informatik und Rechentechnik
- Institut für Automatisierung
- Institut für Mechanik
- Zentralinstitut für Optik und Spektroskopie
- Zentralinstitut für Elektronenphysik
- Zentralinstitut für Isotopen- und Strahlenforschung
- Zentralinstitut für Kernforschung
- Zentralinstitut für Festkörperphysik und Werkstoffprüfung
- Institut für Hochenergiephysik
- Zentrum für Wissenschaftlichen Gerätebau
- Institut für Halbleiterphysik
- Institut für Festkörperphysik und Elektronenmikroskopie
- Physikalisch-Technisches Institut
- Zentralinstitut für anorganische Chemie
- Institut für chemische Technologie
- Zentralinstitut für physikalische Chemie
- Institut für Polymerenchemie
- Forschungsstelle für informationelle Photochemie und Photophysik
- Institut für Technologie der Polymere
- Forschungsinstitut für Aufbereitung
- Zentralinstitut für Molekularbiologie
- Zentralinstitut für Krebsforschung
- Zentralinstitut für Herz-Kreislauf-Forschung
- Zentralinstitut für Mikrobiologie und experimentelle Therapie
- Zentralinstitut für Genetik und Kulturpflanzenforschung
- Zentralinstitut für Ernährung
- Institut für Biochemie der Pflanzen
- Forschungsstelle für Wirbeltierforschung
- Institut für Wirkstofforschung
- Institut für Neurobiologie und Hirnforschung
- Institut für Biotechnologie
- Arbeitsstelle für Technische Mikrobiologie
- Zentralinstitut für Astrophysik
- Zentralinstitut für Physik der Erde
- Institut für Meereskunde
- Institut für Geographie und Geoökologie
- Institut für Ökosystemforschung
- Institut für Kosmosforschung
- Forschungsstelle für Hochdruckforschung
- Einstein-Laboratorium für Theoretische Physik
- Zentralinstitut für Geschichte
- Institut für deutsche Geschichte
- Institut für Allgemeine Geschichte
- Zentralinstitut für Literaturgeschichte
- Zentralinstitut für Sprachwissenschaft
- Zentralinstitut für Alte Geschichte und Archäologie
- Zentralinstitut für Philosophie
- Institut für Ästhetik und Kunstwissenschaften
- Zentralinstitut für Wirtschaftswissenschaften
- Institut für Soziologie und Sozialpolitik
- Institut für Wirtschaftsgeschichte
- Institut für Theorie, Geschichte und Organisation der Wissenschaften
- Institut für zeitgeschichtliche Jugendforschung
- Zentrum für gesellschaftswissenschaftliche Information
- Institut für Theorie des Staates und des Rechts
- Institut für sorbische Volksforschung
- Wissenschaftliches Informationszentrum
- Deutsches Wörterbuch von Jacob Grimm und Wilhelm Grimm
- Goethe-Wörterbuch
- Mittellateinisches Wörterbuch
- Monumenta Germaniae Historica
- Regesten-Edition der Urkunden und Briefe Friedrich III.
- Georg Forsters Werke
- Polybios-Lexikon
- Prosopographie der mittelbyzantinischen Zeit
- Altägyptisches Wörterbuch
- Inscriptiones Graecae
- Corpus Inscriptionum Latinarum
- Corpus Medicorum Graecorum/Latinorum
- Die Griechischen Christlichen Schriftsteller der ersten Jahrhunderte
- Griechisches Münzwerk
- Prosopographia Imperii Romani
- Turfanforschung
- Grundriß zur Geschichte der deutschen Dichtung in Quellen (Goedeke)
- Wielands Gesammelte Werke
- Wissenschaftsgeschichte, Akademiegeschichte
- Wissenschaftsphilosophische Studien (Helmholtz, Virchow)
- Alexander-von-Humboldt-Forschung
- Protokolle des Preußischen Staatsministeriums (1817–1934)
- Deutsche Texte des Mittelalters
- Feuerbach-Gesamtausgabe
- Jahresberichte für deutsche Geschichte
- Jean Paul-Edition
- Leibniz-Edition
- Die Deutschen Inschriften des Mittelalters